# Homalomena kvistii
Homalomena kvistii är en kallaväxtart som beskrevs av Thomas Bernard Croat. Homalomena kvistii ingår i släktet Homalomena och familjen kallaväxter. Inga underarter finns listade.